# 戴肃军
戴肃军（1955年—），江苏东海人，现任中国人民武装警察部队副司令员，武警中将警衔。
戴肃军1970年入伍，1983年起在武警江苏省总队任职。1992年任武警江苏省总队副参谋长，1999年升任参谋长。2004年出任武警江苏省总队总队长。2005年晋升为武警少将警衔。2006年调任武警山东省总队总队长。2008年又调任武警新疆总队总队长。2009年出任武警部队副参谋长。2010年任武警部队后勤部部长。2011年升任武警部队副司令员。2012年晋升为武警中将警衔。